# Saint-Exupéry (Gironda)
 Saint-Exupéry  es una población y comuna francesa, situada en la región de Aquitania, departamento de Gironda, en el distrito de Langon y cantón de Réole.

## Demografía
| 122 | 144 | 124 | 120 | 109 | 119 |
| Para los censos de 1962 a 1999 la población legal corresponde a la población sin duplicidades (Fuente: INSEE [Consultar]) |     |     |     |     |     |